# سیارک ۱۲۲۴۲
سیارک ۱۲۲۴۲ (به انگلیسی: 12242 Koon، نامگذاری:1988QY) دوازده هزار و دویست و چهل و دومین سیارک کشف شده‌است که در ۱۸ اوت ۱۹۸۸ کشف شد.
قدر مطلق سیارک برابر ۱۰٫۵۰ است.